# Max Mara
Max Mara es una empresa italiana de diseño de moda que comercializa ropa prêt-à-porter de alta gama. Fue establecida en 1951 en Reggio Emilia por Achille Maramotti. En marzo de 2008, la empresa contaba con 2.254 tiendas en 90 países. Patrocina el Premio Max Mara de Arte para Mujeres.

## Historia
Achille Maramotti comenzó a diseñar ropa de alta costura en 1947 y estableció oficialmente la Casa de Max Mara en 1951. "Mara" proviene de su apellido, mientras que "Max" se refiere al Conde Max, un personaje local «que rara vez estaba sobrio, pero siempre se vestía elegante». Maramotti fue uno de los primeros en ver que el futuro de la moda estaba en la producción en masa de ropa de diseñador. También estaba interesado en enfatizar la marca de Max Mara por encima de los nombres de diseñadores individuales, a pesar de que empleó a nombres como Karl Lagerfeld, Jean-Charles de Castelbajac, Dolce & Gabbana, Narciso Rodriguez y Anne-Marie Beretta. La empresa sigue en manos de la familia.

## Marcas
Max Mara ha generado 35 etiquetas, aunque la ropa de mujer Max Mara sigue siendo el núcleo de la empresa. Otras marcas incluyen Sportmax, Sportmax Code, Weekend Max Mara, Marella, Pennyblack, iBlues, MAX&Co. (división de moda juvenil) y Marina Rinaldi. Esta última, fundada en 1980 y que lleva el nombre de la bisabuela de Achille Maramotti, es una de las más conocidas.
Desde el 17 de julio de 2013, la actriz estadounidense Jennifer Garner es la primera celebridad embajadora de Max Mara.
A partir de septiembre de 2013, las campañas de Max Mara aparecen en medios como Vogue, Harper's Bazaar, Elle, W, InStyle, The New York Times y el International Herald Tribune.

## Familia
Achille Maramotti nació el 7 de enero de 1927 en Reggio Emilia, Italia. Maramotti se educó en Roma y se licenció en Derecho en la Universidad de Parma. Según la lista de ricos de Forbes de 2005, Maramotti era uno de los hombres más ricos del mundo con una fortuna de 2.100 millones de dólares.
Murió en Albinea, Italia, el 12 de enero de 2005. Los dos hijos y la hija de Maramotti, Luigi, Ignazio y Ludovica, lo siguieron en el negocio, siendo Luigi Maramotti el presidente de la empresa. Después de su muerte, según el testamento de Maramotti, se abrió al público una gran e importante colección de arte contemporáneo de Europa y América.